# Hardware-in-the-loop
Con hardware-in-the-loop (HIL) si indicano le tecniche di verifica (testing) di unità di controllo elettronico (ad esempio le centraline delle automobili) collegandole ad appositi banchi che riproducono in modo più o meno completo il sistema elettrico ed elettronico del sistema a cui sono destinate.
Questi banchi sono apparati complessi che riproducono in tutto o in parte, fisicamente e/o in software, il prodotto a cui sono destinate le unità da verificare. Essi sono costituiti dalle seguenti componenti:
- sensori, cioè i dispositivi d'ingresso (alcuni di quelli disponibili sulle automobili sono i pulsanti per comandare alzacristalli e altri meccanismi, per misurare la temperatura olio, le ruote foniche per l'ABS, ...)
- attuatori, cioè i dispositivi che eseguono un'azione su comando della centralina (il motore che effettivamente alza e abbassa i finestrini, la pompa che controlla la pinza dei freni,...)
- cablaggi elettrici ed elettronici e relative connessioni (cioè l'impianto elettrico e la rete che interconnette tra loro le centraline con le relative terminazioni dove collegare fisicamente sensori, attuatori e centraline)
- modelli, cioè programmi informatici che emulano quanto non fisicamente parte del banco "ingannando" i dispositivi effettivamente collegati (ad es. il motore con tutti i suoi sensori ed attuatori)

Scopo delle prove HIL è di utilizzare i banchi per anticipare le verifiche su componenti, sottosistemi e sistemi già nella fase di progettazione e prototipazione, senza attendere la disponibilità del prodotto finale a cui sono destinate. Infatti, i componenti reali installati rispondono ai segnali simulati come se stessero operando in un ambiente reale, poiché non sono in grado di distinguere segnali provenienti da un ambiente fisico da quelli prodotti da modelli software.
In questo modo il metodo HIL permette di riprodurre con i banchi le condizioni operative più diverse e osservando il comportamento del sistema e dei singoli elementi. Un frequente campo di applicazione dell'HIL è costituito dai test di robustezza rispetto ai malfunzionamenti, affidabilità e durata su nuovi componenti (ad es. verificare che il corretto comportamento di dispositivi di sicurezza come l'ABS nelle condizioni più estreme). 
Oltre alla possibilità di verificare con grande anticipo sistemi prototipali, un altro dei vantaggi dell'approccio HIL è la possibilità di automatizzare l'esecuzione di lunghe sequenze di test.
Inoltre, considerando che il ciclo di sviluppo delle nuove componenti prevede la progettazione e realizzazione dei relativi modelli software, questi possono essere verificati già in questo stadio di sviluppo dopo averlo installato su apposite centraline riprogrammabili e prima ancora di avere un sistema fisico che lo implementi anche solo in forma prototipale.